# 熊川站 (忠清南道)
熊川站（：／ Ungcheon yeok */?）是長項線沿線的一座鐵路車站，位于韓國忠清南道保寧市熊川邑大倉里，有新村號及無窮花號列車停靠。

## 历史
- 1931年8月1日 - 落成使用。
- 2021年1月5日 - 本站移至現在的位置。

## 相鄰車站
韩国铁道公社
长项线
藍浦－熊川－板橋